# اراده الهی
ارادهٔ الهی یا ارادهٔ خداوند یا خواست خدا به مفهومی خدایی گفته می‌شود که بر اساس آن یک خدا طرح و برنامه‌های مشخصی برای جهانیان دارد.

## اراده
«اراده» مصدر باب افعال از ریشه «رود» به مفهوم، قصد است.
اراده از صفات ثبوتیه و «مرید» از اسماء الهی است.

## ارادهٔ الهی در قرآن
اراده الهی در آیه‌های قرآن بر مرید بودن خداوند دلالت دارند؛ از جمله: (انّما أمره إذا أراد شیئاً أن یقول له کن فیکون)